# Marin Barleti
Marin Barleti, latinsky Marinus Barletius (asi 1450, Škodra – 1512, Padova) byl albánský historik a katolický kněz.
Roku 1478 jeho rodné město Škodra dobyli Turci, načež Barletius spolu s mnoha dalšími krajany uprchl do Itálie. Usadil se ve městě Padova, kde se stal farářem v kostele sv. Štěpána. Jeho životní zkušenost ho přiměla sepsat historii albánské obrany proti Turkům. Sepsal za tím účelem tři latinská díla: De obsidione Scodrensi (O obléhání Skadaru, 1504), Historia de vita et gestis Scanderbegi (Příběh života a činů Skanderbegových, 1508–1510) a Compendium vitarum pontificum et imperatorum (Sebrané životopisy biskupů a císařů, 1555). Kniha o Skanderbegovi se nejvíc překládala a v 16. a 17. století znamenala pro evropskou historiografii základní zdroj informací o dějinách Albánie. Kniha měla zásadní dopad na albánské národní vědomí a ze Skanderbega učinila národního hrdinu a symbol. Barletiův styl byl ovlivněn starořímskými historiky, zejména Liviem.